# Йохимбин
Йохимбинът е индолов алкалоид, действащ като селективен α2-адреноблокер, извличан от дървото Pausinystalia johimbe. Известен е още от древността и е използван от египтяните като афродизиак, но последни проучвания показват, че няма такъв ефект върху хората.

## Действие
Йохимбинът е селективен α2-рецепторен агонист. Блокирайки пресинаптичните α2-адренергични рецептори, стимулира освобождаването на адреналин и норадреналин в синаптичните цепки на адренергичните синапси. Използва се във ветеринарната медицина за свестяване на седатирани кучета и елени. Йохимбин се е считал за афродизиак, но такъв ефект се наблюдава само при някои животни. При хората води до подобрено кръвонапълване на кавернозните тела на пениса, водейки до ерекция и поддържане на детумесценцията, но не повишава сексуалното желание. Действието му започва 1 – 2 часа след прием. Намира се в хранителни добавки, употребявани от бодибилдъри за намаляване на дела на телесните мазнини.

## Странични ефекти
Може да предизвика сериозни нежелани лекарствени реакции като повишаване на кръвното налягане, главоболие, тревожност, сърцебиене, тремор и други. Приложен във високи дози може да предизвика сърдечна недостатъчност и смърт.